# Косу
Косу (фр. Caussou) је насељено место у Француској у региону Миди Пирене, у департману Арјеж.
По подацима из 2011. године у општини је живело 64 становника, а густина насељености је износила 4,04 становника/km².

## Демографија
| 1962. | 1968. | 1975. | 1982. | 1990. | 2011. |
| ----- | ----- | ----- | ----- | ----- | ----- |
| 173   | 145   | 119   | 95    | 72    | 64    |